# Brattværs kyrka
Brattværs kyrka (norska: Brattvær kirke) ligger i Brattværs socken i Smøla kommun i Møre og Romsdal fylke i Norge. Kyrkogården ligger några kilometer ifrån kyrkan.

## Kyrkobyggnaden
Att en kyrka fanns i Brattvær är omtalat i ett dokument från 1589.
Nuvarande kyrka uppfördes 1917 efter ritningar av arkitekt Jakob Parelius Holmgren.
Kyrktornet reparerades 1978 och dess takbeläggning byttes ut från järn till kopparplåt. Kyrkan restaurerades 1987 då toaletter tillkom. År 2007 blev taket helt renoverat och väggarna målades.
Träkyrkan består av ett rektangulärt långhus. Kyrktornet är en takryttare som vilar ovanför långhusets västra kortsida. I kyrkan ryms 420 personer.

## Inventarier
- Altartavlan är målad av Daniel Hagerup.